# Джон Норман
Джон Норман (англ. John Norman; псевдоним Джона Фредерика Лэнга-мл. (англ. John Frederick Lange Jr.) — американский писатель-фантаст.

## Биография
Джон Фредерик Лэнг младший родился 3 июня 1931 года в Чикаго. Отец — John Frederick Lange, мать — Almyra D. (Taylor) Lange. Получил степень бакалавра в Университете штата Небраска в 1953 году. Женился в 1956 году на Bernice L. Green и сейчас у него трое детей — Джон, Дэвид и Дженифер. В 1957 стал бакалавром в Университете Южной Калифорнии. В 1963 он защитил в Принстонском университете кандидатскую диссертацию по теме «In Defence of Ethical Naturalism: An Examination of Certain Aspects of the Naturalistic Fallacy, With Particular Attention to the Logic of an Open Question Arguement» (149 страниц). Преподавал философию в колледже Квинс (Queens College) в Нью-Йорке. Под собственным именем он написал книгу «The Cognitivity Paradox: An Inquiry Concerning the Claims of Philosophy» (1970; «Princeton University Press»). Также он был редактором труда С. И. Льюиса (C.I.Lewis) «Values and Imperatives: Studies in Ethics» (1969, Stanford).

## Творчество
Литературную деятельность Джон Норман начинает в середине 60-х годов. Основной вклад автора в фантастику представляет собой сериал из 30 романов о планете Гор, которая располагается на земной орбите, но с противоположной стороны, за Солнцем. В большинстве книг сериала повествование ведётся от имени Тэрла Кэбота, преподавателя из Новой Англии, перенесённого на Гор и ставшего там воином, агентом властителей планеты — Царствующих жрецов. В 7, 11, 19 и 26-м романах рассказ ведётся от лица похищенных земных женщин, которые стали рабынями на Горе. В 14—16 романах главный герой — раб Джейсон Маршал. Первые две книги сериала экранизированы. По «Dancer of Gor» в 1998 был сделан комикс.
Из-за сеттинга романов о Горе — мире, где царит доминирование мужчин над женщинами, а также наличия сцен явного BDSM, с середины 80-х годов определённые группы людей, прежде всего феминистки, начали активно выступать против дальнейших публикаций Горианского сериала. Им удалось добиться попадания Нормана в чёрный список издательств, поэтому автор более чем на десять лет прекратил писать новые романы о Горе. Однако с появлением Интернета возникли и новые возможности распространения произведений Нормана, и в начале XXI века он снова начал писать продолжения сериала.
Кроме того, Джон Норман написал трилогию The Telnarian Chronicles — The Chieftain (1991), The Captain (1992) и The King (1993). Норман поместил действие на тысячи лет вперед в будущее, в подгнивающую галактическую империю. Также он сочинил два отдельных романа — Ghost Dance (1979) и Time Slave (1975). Помимо всего прочего, на счету Нормана есть и монография Imaginative Sex (1974).
В литературном жанре Норман считается деконструктором Э. Берроуза.

## Использованный материал
За основу взята статья Алексея Буслаева svenlib.sandy.ru, с разрешения автора.